# C-Netz

Logo C-Netz

C-Netz byla analogová mobilní síť provozovaná německou firmou DeTeMobil (dříve Deutsche Bundespost TELEKOM) v letech 1985 až 2000. Byla to třetí a poslední analogová generace mobilních komunikací a byla používána pouze v Německu, Portugalsku a Jižní Africe.
Tato síť patříla k předchůdcům GSM. Jiné země v Evropě (jako C-Netz v Rakousku nebo Natel C ve Švýcarsku) používaly jiné standardy; tato heterogenita bránila uživatelům v mezinárodním roamingu a byla jednou z hlavních motivací pro zahájení vývoje GSM. Síť C byla primárně určena pro aplikace telefonní komunikace (autotelefonní síť) s přístupem k telefonní síti a ISDN.
Předchůdci této sítě, A-Netz a B-Netz, byly v podstatě velké vysílačky do automobilu určené pro horních deset tisíc; někdy se ještě vyskytují jako zajímavost pro sběratele.